# Université du Wisconsin–Stout
L'université du Wisconsin–Stout (anglais : University of Wisconsin–Stout) est une université située à Menomonie, dans le Wisconsin.

## Anciens élèves
- Luke Helder (1981-), étudiant américain, poseur de bombes, surnommé le Midwest Pipe Bomber.